# Odontosciara sexsetosa
Odontosciara sexsetosa är en tvåvingeart som först beskrevs av Enrico Adelelmo Brunetti 1912.  Odontosciara sexsetosa ingår i släktet Odontosciara och familjen sorgmyggor. Inga underarter finns listade i Catalogue of Life.